# Turritopsis dohrnii
Espèce
Turritopsis dohrnii, la méduse immortelle, est une espèce de petite méduse, d'environ 1 cm de diamètre, qui est biologiquement immortelle,. Cet hydrozoaire se retrouve en Mer Méditerranée et dans la plupart des océans du globe. C'est l’un des rares cas connus d’animaux capables de revenir complètement à une phase sexuellement immature après avoir atteint la maturité sexuelle. Les autres incluent les méduses Laodicea undulata [sv] et Aurelia sp.1. Elle doit son nom au zoologue allemand Anton Dohrn.
Comme la plupart des autres hydrozoaires, T. dohrnii commence sa vie en tant que planula, une toute petite larve nageant librement. Lorsqu'une planula s'installe en fond de mer, elle donne naissance à une colonie de polypes fixés au sol. Tous les polypes et méduses issues d'une même planule sont des clones. Les polypes développent une forme très ramifiée, ce qui n’est pas courant chez la plupart des méduses. Les méduses se détachent ensuite de ces polypes et continuent leur vie en nage libre, pour finalement devenir sexuellement matures.
Si une méduse T. dohrnii est exposée à un stress environnemental ou à une agression physique, est malade ou âgée, elle peut revenir au stade de polype, formant ainsi une nouvelle colonie. Cela se fait par le processus de développement cellulaire de la transdifférenciation, qui modifie l'état différencié des cellules et les transforme en de nouveaux types de cellules.
Théoriquement, ce processus peut se poursuivre indéfiniment, rendant ainsi la méduse biologiquement immortelle,, bien que dans la pratique, les individus puissent mourir de nombreuses manières : dans la nature, la plupart des Turritopsis sont susceptibles de succomber à la prédation ou à une maladie au stade de la méduse, sans revenir à la forme du polype.
L'immortalité biologique sans durée de vie maximale fait de T. dohrnii une cible importante de la recherche biologique, notamment dans le contexte de la vieillesse,.
Cette « méduse immortelle » était auparavant classée dans la catégorie T. nutricula.

## Répartition et habitat
Durant les dernières décennies, elle s'est répandue à travers le monde, de la Floride aux eaux du Japon.
Le fait que la majorité des individus soient génétiquement identiques ou presque indique qu'elle a très certainement été dispersée par le ballastage des navires marchands.

## Particularités
Cette méduse est connue car elle est biologiquement immortelle. Elle a la capacité de « rajeunir » en revenant au stade de polype à partir du stade adulte de méduse, ce qui la rend « théoriquement immortelle », bien que la plupart mourront ou se feront manger sans jamais revenir à ce stade. Elle peut revenir à ce stade lorsqu'elle est affamée, blessée ou simplement vieille.
Bien qu'extrêmement rare, elle n'est néanmoins pas la seule à posséder cette capacité puisque c'est également le cas de Turritopsis nutricula.